# کلیسای مریم مقدس، ادزوپ
کلیسای مریم مقدس، ادزوپ (ارمنی: Սուրբ Աստվածածին վանք (Օծոփ)) یک کلیسا متعلق به کلیسای حواری ارمنی واقع در شهر ادزوپ، جمهوری خودمختار نخجوان جمهوری آذربایجان می‌باشد. ساخت و ساز این ساختمان در سده‌های ۱۲ام-۱۳ام میلادی؛ به پایان رسید. این بنا به سبک معماری ارمنی طراحی شده‌است.